# La suerte de Jim
La suerte de Jim (titulada originalmente en inglés, como Lucky Jim) es una novela escrita por Kingsley Amis y publicada en el año 1954 por Victor Gollancz. Fue la primera novela de Amis, y con ella, obtuvo el Premio Somerset Maugham de ficción. Ambientada en algún momento en torno al año 1950, La suerte de Jim sigue las hazañas del epónimo James (Jim) Dixon, un renuente académico de historia medieval en una universidad provinciana inglesa a la que no se pone nombre y quizá basada en parte en la Universidad de Leicester). La novela es pionera en un tema característico de la época: un hombre joven abriéndose paso en el mundo de posguerra que combina actitudes modernas y moribundas. Mientras que el tratamiento frecuentemente alcanza la alta comedia, la novela también contiene una absorbente historia de amor, y nunca pierde de vista las realidades dolorosas y complejas de las relaciones humanas. 
Las primeras páginas del libro citan una "antigua canción": "Oh, Jim el afortunado, Cómo lo envidio...". Se supone que Amis tomó el apellido de Jim Dixon del número 12 de Dixon Drive, en Leicester, la dirección de Philip Larkin entre 1948 y 1950, cuando era bibliotecario. La suerte de Jim está dedicada a Larkin, quien ayudó a inspirar el personaje principal, y quien también contribuyó significativamente a la estructura de la novela.
La revista Time incluyó su novela en su Lista TIME de las 100 mejores novelas en inglés entre 1923 y 2005.
Christopher Hitchens lo consideró el libro más divertido de la segunda mitad del siglo XX, y Toby Young la considera la mejor novela cómica del siglo XX.

## Trama
Nunca se dice claramente en qué año tiene lugar la novela, pero no puede ser posterior a 1951. Jim Dixon es un académico de historia medieval en una universidad de ladrillo rojo en las Midlands inglesas. La dinámica cómica de la novela es la rebelión de Dixon contra la palabrería y petulancia que encuentra en la vida académica, y la incontrolable escalada de esto desde su fantasía privada a una muestra en público. Parece una trayectoria desastrosa, pero Jim tiene "suerte", y la novela termina con la posesión de una riqueza relativa, la vida londinense a la que aspira, y la chica. Dixon es un norteño, educado en una grammar school, un joven de clase media baja, y no alguien que encaje de manera natural con los valores de la alta cultura que encuentra en la sociedad académica. La acción tiene lugar hacia el final del año académico, y habiendo tenido un comienzo inseguro en el departamento, está preocupado por no perder su posición al final de este primer año a prueba. En su intento de obtener la titularidad, intenta mantener una buena relación con el jefe de su departamento, el profesor Welch, hombre pedante, olvidadizo y torpe. También deberá, para establecer sus credenciales, asegurarse de que le publiquen su primer artículo erudito, aunque para ello le queda poco tiempo.
Dixon lucha con una relación intermitente con su "novia" Margaret Peel (una profesora compañera suya y posiblemente basada en Monica Jones, que fue durante un tiempo musa y compañera del amigo de Amis Philip Larkin), quien se está recuperando de un intento de suicidio como secuela de una fracasada relación con un novio anterior. Margaret emplea el chantaje emocional para atraer el sentido que tiene Dixon del deber y la compasión para mantenerlo en una relación ambigua y sin sexo. El profesor Welch celebra un fin de semana musical que parecer ser una oportunidad para Dixon de avanzar en su pretensión frente a sus colegas, pero esto acaba yendo mal cuando Dixon se emborracha y quema la ropa de cama de su anfitrión. En este fin de semana, Dixon conoce a Christine Callaghan, una joven londinense y la última novia del hijo del profesor Welch, Bertrand, un pintor aficionado cuya afectación enfurece particularmente a Dixon. Tras un mal comienzo, Dixon se da cuenta de que se siente atraído por Christine, que es bastante menos pretenciosa de lo que parece al principio. Los obvios intentos de Dixon por cortejar a Christine disgustan a Bertrand que está usando su relación con ella para alcanzar a su tío escocés, con buenas relaciones, quien busca un ayudante en Londres. Dixon rescata a Christine del baile anual de la universidad cuando Bertrand la maltrata. La pareja se besa y quedan para tomar el té, pero durante la cita Christine admite ella se siente demasiado culpable por ver a Dixon a espaldas de Bertrand y porque Dixon se supone que está viéndose con Margaret. Los dos deciden no seguir viéndose.
Mientras tanto, el exnovio de Margaret telefonea a Dixon y le pide que se vean para hablar sobre Margaret.
La novela alcanza su clímax durante la lectura pública de Dixon sobre "Merrie England," que va terriblemente mal para Dixon, porque intentó calmar sus nervios con exceso de alcohol, incontrolablemente empieza a burlarse de Welch y de todo el resto de las cosas que odia; al final se desmaya. Welch, no sin compasión, informa a Dixon de que no se le renovará el contrato.
Sin embargo, el tío de Christine, que muestra un respeto tácito por la individualidad de Dixon y su actitud hacia la ostentación, le ofrece a Dixon el ambicionado trabajo de ayudante en Londres que se le paga mucho mejor que una posición fija en la universidad. Dixon entonces se encuentra con el exnovio de Margaret, que revela que él no es en absoluto el novio de Margaret, y los dos se dan cuenta de que el intento de suicidio fue fingido para chantajear emocionalmente a los dos hombres. Dixon se siente libre de Margaret. Dixon finalmente es quien ríe el último, pues Christine descubre que Bertrand también estaba teniendo un lío con la esposa de uno de los anteriores colegas de Dixon; decide seguir adelante en su relación con Dixon. Al final del libro, Dixon y Christine se tropiezan con los Welch en la calle; Jim no puede impedir caminar justo hacia ellos, con Christine del brazo, y se echa a reír al darse cuenta lo ridículos que son verdaderamente.

## Lugar en el género de la novela de campus
La suerte de Jim es un temprano ejemplo (hay quien sugiere que incluso la primera) de la novela de campus.

## Adaptaciones al cine
En la versión cinematográfica británica de 1957, dirigida por John Boulting, Jim Dixon fue interpretado por Ian Carmichael. En el remake hecho para televisión, del año 2003, dirigido por Robin Shepperd, Stephen Tompkinson es quien asumió el papel.